# 걸리셔스
걸리셔스(Girlicious)는 캐나다의 리얼리티 TV 프로그램인 '넥스트 푸시캣 돌스 시즌2: 걸리셔스'를 통해 2007년에 만들어진 걸 그룹이다. 본래 멤버는 니콜 코르도바, 크리스티나 세이어스, 내털리 메히아, 티퍼니 앤더슨이었지만, 2009년 티퍼니 앤더슨이 탈퇴했다. 2010년, 3인조 체제로 재결성되어, 두 번째 정규 음반인 Rebuilt를 2010년 11월에 발매했다. 2011년 해체되었다.

## 활동 내용

### 2007-2008: Girlicious
앞에서 리얼리티 프로그램에서 발표된 멤버들과 함께 걸리셔스를 결성하여 2007년 정규 음반 Girlicious를 녹음을 하고있었다. 그러나 본래 걸리셔스는 3인초 체제로 갈 예정이였지만, 제작자인 로빈 앤틴이 4인조로 결정하여 4인조 걸 그룹으로 재탄생되었다. 이제까지 사람들은 걸리셔스에 큰 기대를 하고 있었지만 중대한 결정을 걸쳐 캐나다에서만 활동하기로 결정하였다. 그로 인하여 2008년 캐나다에서만 정규음반 Girlicious를 발매하게 되고 캐나다 음반 차트에서는 2위를 차지하였고, 음반 판매량 인증에서는 플래티넘을 부여받았다. 또한 같은 해 열린 틴 초이스 어워드에서 2개의 부문에 후보로 올랐지만 아쉽게도 수상을 하지는 못하였다.

### 2008-2009: 티퍼니 앤더슨의 탈퇴와 새로운 방향
2009년, 활동 중간에부터 멤버 티퍼니 앤더슨의 탈퇴 소문이 점점 확산되었는데, 그 이유는 마이스페이스에서 앤더슨의 사진과 주요 견적이 없어졌기 때문이였다. 또한 로빈 앤틴은 자신의 트위터를 통하여 걸리셔스 팬, 사이러스, 닉 등에게 걸리셔스가 새 레코드사와 계약을 하여 싱글을 준비하고 있고, 비디오와 월드 투어를 준비하고 있다고 전하였다.
이것들의 진실은 2009년 6월 11일 티퍼니 앤더슨이 걸리셔스의 구성원에 있는지 유튜브를 통하여 확인되었는데 동영상에서는 걸리셔스가 로빈 앤틴과 레코드 등 새로운 방향을 찾고 있었지만, 티퍼니 앤더슨은 반대를 하였고 결국 멤버들과 불화를 일으켜 탈퇴가 결정되었다. 또한 2009년 6월 21일 캐나다 토론토에서 열린 2009 머치뮤직 비디오 어워드에 참석하였는데 '가장 많이본 비디오상'을 "Like Me"를 통하여 수상하였다. 또한 로빈 앤틴은 머치 비디오뮤직 어워드 기자회견에서 티파니 앤더슨은 더 이상 걸리셔스의 멤버가 아니라고 밝히기도 하였다. 이로써 걸리셔스는 3인조 체제로 재정비되었다.

### 2008-현재: 새 레이블 회사, Rebuilt
2009년에 걸리셔스는 새로운 회사와 레이블 계약을 하였는데 첫 번째 음반의 주된 장르였던 '힙합/알앤비'는 더 이상 하고 싶지 않다고 밝히고 유니버설 뮤직 그룹으로 옮겨 장르를 '팝'음악으로 바꾸겠다고 하여 데뷔 때부터 계약을 해왔던 게펜 레코드와는 종료되고 새로운 레이블사인 유니버설 뮤직 그룹과 새롭게 계약을 하였다. 또한 2009년부터 두 번째 음반을 위하여 스튜디오에서 음반 준비를 시작하였다. 걸리셔스의 두 번째 음반은 2010년 8월 24일 캐나다에서 발표될 예정이고, 그다음엔 미국과 세계를 대상으로 발매될 예정이다.
2009년 12월 25일 걸리셔스는 첫 번째 싱글 음반인 Over You를 캐나다의 라디오를 통해 공개하였고, 2010년 1월 5일에는 캐나다의 아이튠즈를 통해 발표하였는데 캐나다 히트 차트에 57위에 랭크되었고 탑 100 싱글 차트에는 52위, 캐나다 핫 100차트에도 랭크 되었었다. 2010년 4월 6일에는 두 번째 싱글 음반인 "Maniac"를 캐나다 아이튠즈를 통하여 발표하였고 뮤직비디오도 공개하였는데, 이 뮤직비디오는 LA의 한 버려진 병원에서 촬영되었다. 2010년 7월 4일에는 세 번째 싱글 "Drank"를 발매할 예정으로 이 과정에서 두 번째 정규음반의 제목이 "Rebuilt"로 확인되었다.

## 음반 목록
- Girlicious (2008)
- Rebuilt (2010)

## 멤버
| 멤버                            | 2007 | 2008 | 2009 | 2010 | 2011 |
| ------------------------------- | ---- | ---- | ---- | ---- | ---- |
| 티퍼니 앤더슨 (2007–2009)       |      |      |      |      |      |
| 크리스티나 세이어스 (2007–2011) |      |      |      |      |      |
| 내털리 메히아 (2007–2011)       |      |      |      |      |      |
| 니콜 코르도바 (2007–2011)       |      |      |      |      |      |

## 수상목록
- 2009년 머치 비디오 뮤직 어워드 - 가장 많이본 비디오상 ("Like Me")

## 같이 보기
- 푸시캣 돌스
- 로빈 앤틴
- 파라다이소 걸스